# Oamarusteen

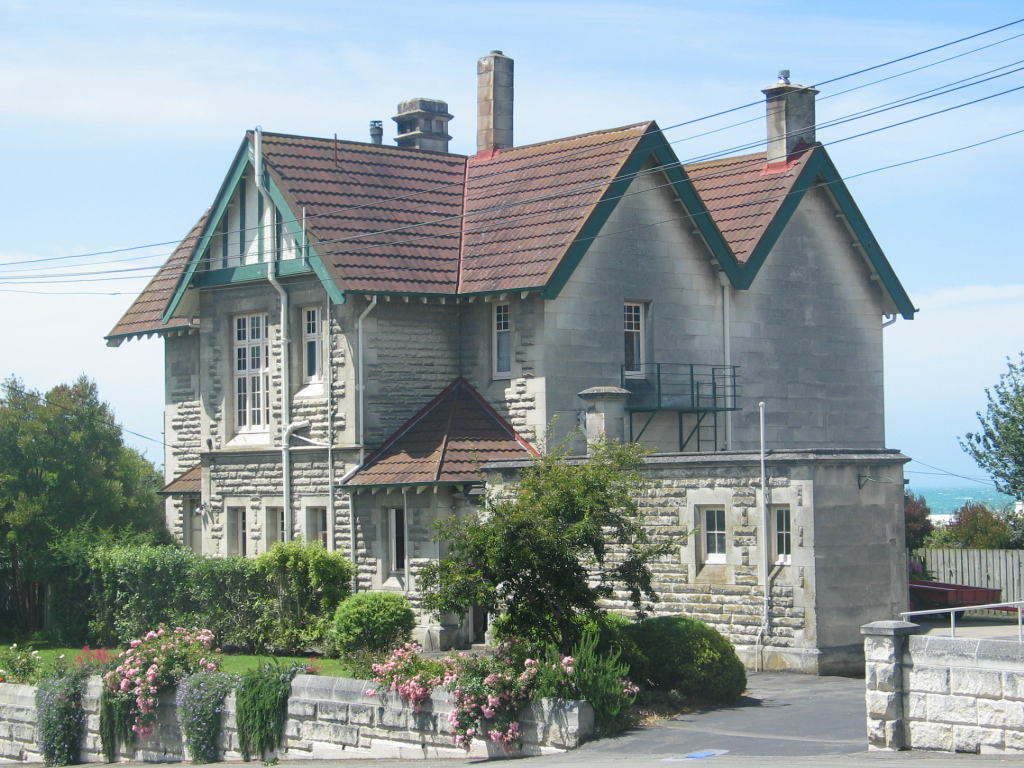
Huis gebouwd uit Oamaru steen, in Oamaru

Oamarusteen is een harde, compacte soort kalksteen, die gewonnen wordt in Weston, bij Oamaru, Nieuw-Zeeland. 
De steensoort is door zijn hardheid erg geschikt voor gebruik als bouwmateriaal, vooral bij vormen van decoratief bouwen. De steen heeft een zachte, zanderige kleur. Een nadeel is dat deze soort slecht tegen vervuiling kan en de neiging heeft om te gaan brokkelen.